# Черемхово
Черемхо́во — город (с 1917 года) в Иркутской области России, административный центр Черемховского района (в который не входит). Образует муниципальное образование Черемховское муниципальное образование (город Черемхово) со статусом городского округа как единственный населённый пункт в его составе.
Расположен на обеих сторонах Транссибирской магистрали. Один из крупных центров в Сибири по добыче угля. Население — 52 879 чел. (2025), шестой по величине город области.

## Этимология
Первое поселение на месте современного города было основано в 1722 году как почтовая станция, позже село Черемховское. Название от бурятского слова Шэрэмхэ — вышка, великое. С 1917 года — город Черемхово.

## История
Основан в 1722 году как село Черемхово при почтовой станции на Московском тракте.
Первая шахта по разработке месторождений Иркутского (Черемховского) каменноугольного бассейна заложена в 1896 году. В связи с прокладкой Транссибирской магистрали быстро росло число небольших шахт с рабочими посёлками при них (к 1906 году их насчитывалось 89, на них работало примерно 8000 человек).
Одно из мест, где польские изгнанники работали после революции 1905—1907 годов, например, в компании Русско-Азиатское Горнопромышленное товарищество И. В. Коморовского и И. И. Собещанского.
Постановлением Временного правительства от 3(16) июня 1917 года село преобразовано в город.
Во время гражданской войны в ночь 21 декабря 1919 года началось эсеровское выступление в Черемхово. Рабочие на шахтах традиционно сочувствовали социалистам, а контроль повстанцев над углём вынудил чехословаков воздержаться от вмешательства. Черемховский железнодорожный батальон в количестве 400 человек под руководством прапорщика Хорошего присоединился к восставшим. На станции Забитуй из эшелона было освобождено 250 политических заключённых, этапируемых из Красноярска. 
Распоряжением Правительства РФ от 29 июля 2014 года № 1398-р «Об утверждении перечня моногородов» муниципальное образование города Черемхово включено в категорию «Монопрофильные муниципальные образования Российской Федерации (моногорода), в которых имеются риски ухудшения социально-экономического положения».

## Органы власти
Образует муниципальное образование город Черемхово со статусом городского округа с единственным населённым пунктом в его составе. До 2005 г. городу областного подчинения Черемхово был подчинён город Свирск.
Структуру органов местного самоуправления города составляют:
- Дума города Черемхово — представительный орган муниципального образования;
- мэр города Черемхово — глава муниципального образования;
- администрация города Черемхово — исполнительно-распорядительный орган муниципального образования;
- контрольно-счётная палата города Черемхово — контрольно-счётный орган внешнего муниципального финансового контроля.

В состав города входят 9 посёлков, ранее бывших населёнными пунктами и сформировавшихся при различных промышленных предприятиях, карьерах, шахтах, разрезах. В южной части городских земель находятся: посёлок Восточный, посёлок Касьяновка. К юго-востоку от основного города размещаются посёлки: Каменный Карьер, Кирзавод, Индустриальный, Штольня. В северо-восточной части расположен пос. Шахтёрский. К северу от города на расстоянии 4—7 км размещаются посёлки Ершовка и Трудовой.

## Население
| 1897    | 1926    | 1931    | 1939    | 1956     | 1959     | 1970    | 1973    | 1976    | 1979    | 1982    |
| ------- | ------- | ------- | ------- | -------- | -------- | ------- | ------- | ------- | ------- | ------- |
| 2000    | ↗14 500 | ↘12 900 | ↗55 600 | ↗124 000 | ↘122 833 | ↘98 667 | ↘93 000 | ↘82 000 | ↘76 696 | ↘74 000 |
| 1986    | 1987    | 1989    | 1996    | 1998     | 2000     | 2001    | 2002    | 2003    | 2005    | 2008    |
| ↘73 000 | →73 000 | ↗73 636 | ↘71 900 | ↘70 500  | ↘69 100  | ↘67 800 | ↘60 107 | ↘60 100 | ↘57 000 | ↘54 300 |
| 2009    | 2010    | 2011    | 2012    | 2013     | 2014     | 2015    | 2016    | 2017    | 2018    | 2019    |
| ↘53 892 | ↘52 647 | ↘52 605 | ↘52 040 | ↘51 597  | ↘51 324  | ↗51 373 | ↘51 338 | ↘51 230 | ↘50 819 | ↘50 586 |
| 2020    | 2021    | 2025    |         |          |          |         |         |         |         |         |
| ↘50 154 | ↗53 958 | ↘52 879 |         |          |          |         |         |         |         |         |

На 1 января 2025 года по численности населения город находился на 304-м месте из 1124 городов Российской Федерации.

## Природные условия
Территория города расположена в южной части среднесибирского плоскогорья на Иркутско-Черемховской равнине. Она заполнена осадочными отложениями, которые богаты залежами каменного угля. Местность относится к подзоне лесостепи (лесные массивы представлены берёзой и хвойными породами деревьев).
Почвы слабоподзолистые, тёмно-серые, суглинистые.
Речная сеть представлена рекой Черемшанкой.
Климат территории резко континентальный, характерна большая амплитуда температур, малое количество осадков, высокий коэффициент солнечной радиации. Территория города расположена в климатической зоне «1В». Город относится к району 7—8-балльной сейсмичности.
Январь — самый холодный месяц, среднемесячная температура воздуха составляет минус 19,8 °C. Декабрь по суровости незначительно уступает январю.
Устойчивый переход температуры воздуха через нуль температур происходит обычно в начале второй декады апреля. Продолжительность безморозного периода составляет в среднем 105 суток. Наиболее высокие температуры воздуха отмечаются в июле. К июлю приурочен и абсолютный максимум температуры воздуха плюс 36 °C.
Осенью устойчивый переход температуры воздуха через нуль приходится на середину октября. Наиболее интенсивное понижение температуры воздуха наблюдается в период осеннего охлаждения (сентябрь—ноябрь). В октябре-ноябре перепад среднемесячных температур воздуха составляет 10—11 °C и является наибольшим годовым.
Среднегодовая скорость ветра составляет 2,9 м/с. В течение года средние скорости ветра от месяца к месяцу изменяются незначительно. Исключение составляют апрель-май и декабрь.
Годовое количество осадков составляет 325—425 мм. Увлажнение избыточное (к>2,0). Средняя относительная влажность воздуха более 60 %. Наличие туманов и высокая относительная влажность способствуют накоплению загрязнителей в атмосфере.

## Экологическая обстановка
Сочетание неблагоприятного расположения города Черемхово в низине, наличие большого количества малых котельных, дымовых топок с неблагоприятными метеорологическими условиями обуславливает высокие уровни загрязнения.
В условиях города Черемхово загрязнение атмосферы создаётся, как правило, в результате производственной и бытовой деятельности человека. Источниками антропогенного загрязнения воздуха являются дымовые трубы котельных, промышленных предприятий, теплоэнергоцентрали — 12 открытого акционерного общества «Иркутскэнерго» (далее — ТЭЦ-12 ОАО «Иркутскэнерго») и бытовых печей, автомобильный и железнодорожный транспорт. Несмотря на то, что объём выбросов промышленных предприятий за последние годы сократился, уровень загрязнения атмосферного воздуха, почвы, питьевой воды остаётся достаточно высоким.
На территории города расположены, в основном, организованные источники выбросов, а на площадях, разрабатываемых угольными разрезами — неорганизованные.
В 2021-2022 годах Черемхово вошёл в список наиболее загрязнённых бензапиреном городов Сибири. Это канцерогенное вещество образуется в процессе сгорания угля и древесины. В городе, как ещё в трёх городах Иркутской области (Усолье-Сибирское, Зима, Братск), норма превышена в 15 раз.

## Экономика
Черемхово — один из крупных центров добычи угля в Иркутском бассейне, которая ведётся открытым способом (угольный разрез, обогатительная фабрика). Месторождения каменного угля, талька, доломита, глины, магнезитов. В 20 км от города расположено Трошковское месторождение огнеупорных глин, одно из известнейших в России.
Заводы: тяжёлого машиностроения, механический, «Химик».
Фабрики: мебельная, нетканых материалов. Предприятия по производству стройматериалов.
Пищевая промышленность: хлебокомбинат.
Лёгкая промышленность: швейная фабрика.
Сельское хозяйство: в районе выращивают пшеницу, овёс, ячмень, гречиху. Разводят крупный рогатый скот (молочного направления).
Торговля: представлена многочисленными торгово-развлекательными центрами и домами, рынками и оптово-розничными базами, супермаркетами
Финансовый сектор: филиалы более чем 20 российских банков.

## Образование
Система образования города Черемхово представлена:
- 32 муниципальными образовательными учреждениями:
- начального общего образования — 1;
- основного общего образования — 3;
- среднего (полного) общего образования, в том числе Лицей — 11;
- начальная школа — детский сад — 2;
- открытая сменная общеобразовательная школа −1;
- 13 дошкольными образовательными учреждениями;
- 4 образовательными учреждениями дополнительного образования детей — Детская Музыкальная Школа (ДМШ), детский эколого-биологический центр (ДЭБЦ), детско-юношеская спортивная школа (ДЮСШ), дом детства и юношества (ДДЮ).

## Здравоохранение
Сеть учреждений здравоохранения представлена:
— двумя лечебными учреждениями для оказания первичной медико-санитарной помощи взрослому населению (больница №, больница № 2), имеющих поликлиники, дневные стационары, оказывающие квалифицированную медицинскую помощь по 26 врачебным специальностям;
— одно лечебное учреждение для оказания первичной медико-санитарной помощи детскому населению (детская городская больница), имеющего 3 детские поликлиники, дневной стационар и круглосуточный стационар, оказывающие квалифицированную медицинскую помощь по врачебным специальностям.
— два медицинских учреждения для оказания специализированной медицинской помощи (городской перинатальный центр, стоматологическая поликлиника).
Перинатальный центр включает в себя женскую консультацию, дневной стационар и 2 стационара круглосуточного пребывания. Оказывает медицинскую помощь по 6 врачебным специальностям.
Стоматологическая поликлиника по 5 врачебным специальностям.

## Транспорт
Автомобильный транспорт
Черемхово является центром сети междугородних трасс, в различные направления, которые соединяют город с различными городами области. По территории Черемховского района проходит Транссибирская магистраль и федеральная трасса "Р255" «Сибирь».
Железнодорожный транспорт
Через станцию Черемхово Восточно-Сибирской железной дороги идут пригородные электропоезда и пассажирские поезда дальнего следования. Пассажиропоток в дальнем следовании составляет 5 тыс. человек в месяц, в пригородном — 23 тыс. человек.
В пределах городской черты расположены ж/д станции Восточно-Сибирской железной дороги: Гришево, Касьяновка, Восточный.
Городской
Перевозкой людей занимается МУП «ТрансАвто»
Маршруты общественного автотранспорта (автобусы и маршрутные такси):
- 1 маршрут ст. Гришево — Зап. Переезд (по верху)
- 2 маршрут ПМС — РПС (по низу)
- 3 маршрут ПМС — Зап. Переезд (по верху)
- 4 маршрут мкр. Каркас — РПС (по низу)
- 6 маршрут ДГБ — РПС (по низу)
- 12а маршрут Мясокомбинат — Площадь Ленина
- 23 маршрут Касьяновка — Черемхово
- 25 маршрут Свирск — Черемхово (через ул. Ленина)
- 285 маршрут Свирск — Черемхово (через Ж. Д. вокзал)
- 23 маршрут Каменно-Ангарск — Ц. Рынок — мкр. Храмцовка

## Связь
В Черемхово действуют все федеральные операторы связи:
- МТС
- Теле2
- МегаФон
- Yota
- Ростелеком

Местные операторы связи:
- Своя Компания Плюс

## Средства массовой информации
Аналоговое телевидение
В настоящее время на территории города осуществляется эфирное вещание.
- Аналоговое вещание обязательных общедоступных телерадиоканалов в Иркутской области отключено 3 июня 2019 года.
- В кабельных сетях на канале «ТСТ» (Черемхово) шесть раз в течение дня выходят «Время новостей. (Черемхово)»

### Цифровое эфирное телевидение
Все 20 каналов для мультиплекса РТРС-1 и РТРС-2; Пакет радиоканал, включает: «Вести FМ», «Радио Маяк», «Радио России / ГТРК Иркутск»..
- Пакет телеканалов РТРС-1 (телевизионный канал 34, частота 578 МГц), включает: «Первый Канал», «Россия 1 / ГТРК Иркутск», «Матч ТВ», «НТВ», «Пятый Канал», «Россия К», «Россия 24 / ГТРК Иркутск», «Карусель», «ОТР», «ТВЦ».
- Пакет телеканалов РТРС-2 (телевизионный канал 56, частота 754 МГц), включает: РЕН ТВ, Спас, СТС, Домашний, ТВ-3, Пятница!, Звезда, Мир, ТНТ, МУЗ-ТВ.
- Обязательные общедоступные региональные телеканалы («21-я кнопка»): телекомпания АИСТ ТВ

Радиостанции
- 66.32 УКВ — Радио России / ГТРК Иркутск
- 98.2 FM — Радио Дача / Радио Че
- 100.0 FM — Радио России / ГТРК Иркутск
- 101.1 FM — Радио Надежд / Вести Черемхово
- 102.8 FM — Радио Шансон
- 103.6 FM — Радио МСМ
- 104.0 FM — Радио Сибирь

#### Печатные издания
- Газета «Черемховский рабочий».
- Газета «То что надо»

## Интернет
В г. Черемхово действует высокоскоростной интернет, кабельный и беспроводной:
- ИркутскЭнергоСвязь (ООО «ИЭСВ»)
- Своя Компания Плюс
- Телеос-1
- ТТК
- Регион Телеком
- Большие Связи

## Памятники
В последнее время в Черемхово появляются новые памятники.
- Памятник «Учителям» (единственный в области).
- Памятник «Шахтёрам».
- Памятник «Морякам».
- Памятник «Гуркину» на Театральной площади.
- Памятник «Серп и молот».
- Памятник «Братская могила».
- Памятник «Любовь и голуби».
- Памятник «Аист».
- Памятник «Ленину».
- Памятник «Пушкин и Ольга».
- Памятник «Горькому».
- Памятник «Пограничникам». Скульптор Карим Мухамадеев. Прообразом скульптуры стал легендарный Никита Карацупа и его верный пёс Ингус.[36]
- Скульптурная композиция «Доктор Айболит».
- Памятник первооснователю Черемхово.
- Памятник «Слава героям».
- Памятник Почтальону установлен осенью 2015 года возле центрального почтового отделения города (единственный в области).
- Памятник Герою России Роману Филипову, открыт 12 октября 2018 года.
- Памятник Александру III
- Мемориал «Слава героям» и др.

В июне 2024 был открыт памятник, посвящённый бойцам, погибшим в войне на Украине. Памятник работы скульптора Ивана Зуева состоит из трех статуй — командира боевого расчёта, оператора БПЛА и автоматчика. За ним расположена мемориальная плита, на которой написаны имена погибших в зоне боевых действий жителей Черемхово.

## Религия
В Черемхово действуют два православных храма: Свято-Никольский храм, расположенный в центральной части города, и храм свт. Софрония Иркутского в мкр. Храмцовка, также действует мусульманская мечеть.